# Model substitut
Un model substitut és un mètode d'enginyeria utilitzat quan un resultat d'interès no es pot mesurar o calcular fàcilment, de manera que s'utilitza un model matemàtic aproximat del resultat. La majoria dels problemes de disseny d'enginyeria requereixen experiments i/o simulacions per avaluar l'objectiu de disseny i les funcions de restricció en funció de les variables de disseny. Per exemple, per trobar la forma òptima del perfil aerodinàmic per a una ala d'avió, un enginyer simula el flux d'aire al voltant de l'ala per a diferents variables de forma (per exemple, longitud, curvatura, material, etc.). Tanmateix, per a molts problemes del món real, una sola simulació pot trigar molts minuts, hores o fins i tot dies a completar-se. Com a resultat, tasques rutinàries com l'optimització del disseny, l'exploració de l'espai del disseny, l'anàlisi de sensibilitat i l'anàlisi "què passa si" esdevenen impossibles, ja que requereixen milers o fins i tot milions d'avaluacions de simulació.
Una manera d'alleujar aquesta càrrega és mitjançant la construcció de models d'aproximació, coneguts com a models substituts, metamodels o emuladors, que imiten el comportament del model de simulació el més a prop possible, alhora que són computacionalment més barats d'avaluar. Els models substituts es construeixen mitjançant un enfocament de baix a dalt basat en dades. No se suposa que el funcionament intern exacte del codi de simulació es coneix (ni tan sols s'entén), basant-se únicament en el comportament d'entrada-sortida. Es construeix un model basat en la modelització de la resposta del simulador a un nombre limitat de punts de dades escollits de manera intel·ligent. Aquest enfocament també es coneix com a model de comportament o model de caixa negra, encara que la terminologia no sempre és coherent. Quan només hi ha una variable de disseny, el procés es coneix com a ajustament de corba.
Tot i que l'ús de models substituts en lloc d'experiments i simulacions en el disseny d'enginyeria és més comú, el model substitut es pot utilitzar en moltes altres àrees de la ciència on hi ha experiments i/o avaluacions de funcions cars.

## Reptes
El repte científic del modelatge de substituts és la generació d'un substitut que sigui el més precís possible, utilitzant el menor nombre possible d'avaluacions de simulació. El procés consta de tres passos principals que es poden intercalar de manera iterativa:
- Selecció de mostres (també coneguda com a disseny seqüencial, disseny experimental òptim (OED) o aprenentatge actiu)
- Construcció del model substitut i optimització dels paràmetres del model (compartiment bias-variance)
- Valoració de l'exactitud del substitut.

La precisió del substitut depèn del nombre i la ubicació de les mostres (experiments o simulacions costosos) a l'espai de disseny. Diverses tècniques de disseny d'experiments (DOE) atenen diferents fonts d'errors, en particular, errors deguts al soroll de les dades o errors deguts a un model substitut inadequat.

## Tipus de models substituts
Els enfocaments de modelització substituts populars són: superfícies de resposta polinòmica; kriging; enfocaments bayesians més generalitzats; kriging millorat amb gradient (GEK); funció de base radial; suport de màquines vectorials; mapeig espacial; xarxes neuronals artificials i xarxes bayesianes. Altres mètodes explorats recentment inclouen el modelatge substitut de Fourier i els boscos aleatoris.
Per a alguns problemes, la naturalesa de la funció real no es coneix a priori i, per tant, no és clar quin model substitut serà el més precís. A més, no hi ha consens sobre com obtenir les estimacions més fiables de la precisió d'un substitut determinat. Molts altres problemes tenen propietats físiques conegudes. En aquests casos, s'utilitzen habitualment substituts basats en la física, com ara models basats en mapes espacials.

## Aplicacions
Es pot fer una distinció important entre dues aplicacions diferents dels models substituts: l'optimització del disseny i l'aproximació de l'espai de disseny (també coneguda com a emulació).
En l'optimització basada en models substituts, es construeix un substitut inicial utilitzant alguns dels pressupostos disponibles d'experiments i/o simulacions costosos. Els experiments/simulacions restants s'executen per a dissenys que el model substitut prediu que poden tenir un rendiment prometedor. El procés sol prendre la forma del següent procediment de cerca/actualització.
1. Selecció de mostra inicial (els experiments i/o simulacions que s'han d'executar)
2. Construir un model substitut
3. Model substitut de cerca (el model es pot cercar àmpliament, per exemple, utilitzant un algorisme genètic, ja que és barat d'avaluar)
4. Executeu i actualitzeu l'experiment o la simulació a les ubicacions noves trobades mitjançant la cerca i afegiu-les a la mostra
5. Repetiu els passos del 2 al 4 fins que s'acabi el temps o el disseny sigui "prou bo"